# Contea di Washington (Georgia)
La contea di Washington (in inglese Washington County) è una contea dello Stato della Georgia, negli Stati Uniti. La popolazione al censimento del 2000 era di 21 176 abitanti. Il capoluogo di contea è Sandersville.